# لوسيان جاكوب
لوسيان جاكوب هو سياسي فرنسي، ولد في 3 يوليو 1930 في بوون في فرنسا، وتوفي في 28 نوفمبر 2019 في Nuits-Saint-Georges ‏ في فرنسا. انتخب نائب فرنسي عن دائرة Côte-d'Or's 3rd constituency ‏ وقد انضم خلال فترته النيابية ‏ (6 مايو 1978 – 22 مايو 1981) للكتلة البرلمانية كتلة التجمع من أجل الجمهورية ‏ وانتخب رئيس بلدية ‏ وانتخب نائب فرنسي عن دائرة  وقد انضم خلال فترته النيابية ‏ (2 أبريل 1986 – 14 مايو 1988) للكتلة البرلمانية كتلة التجمع من أجل الجمهورية ‏.